# Нестаріюча сталь
Нестарі́юча сталь — низьковуглецева сталь (до 0,15% С), що її механічні властивості майже не змінюються з часом після холодного деформування (холодного листового штампування).

## Природа
У нестаріючої сталі усунена або ослаблена схильність до деформаційного старіння. Основна природа цього явища — блокування дислокацій атомами вуглецю і особливо азоту; тому для зменшення схильності сталі до деформаційного старіння необхідно знизити вміст азоту у твердому розчині.

## Отримання
Ця характеристика досягається скріпленням азоту нітридоутворюючими елементами.
Потрібні властивості досягаються технологією плавки (розкисненням алюмінієм), а також термічною обробкою та введенням невеликих (по 0,05-0,1%) добавок алюмінію (спокійна або напівспокійна сталі: 08Ю та 08Юпс), ванадію (кипляча сталь: 08Фкп), титану або ніобію.

## Застосування
Застосовується в основному в автомобілебудуванні для виготовлення деталей холодним штампуванням та котлобудуванні.
Схильність до деформаційного старіння таких сталей є найголовнішим показником їх якості, так як при штампуванні складних виробів з великою витяжкою з холоднокатаних листів, схильних до старіння, утворюються поверхневі дефекти: смуги — лінії ковзання або лінії Чернова — Людерса. Утворення смуг-ліній ковзання пов'язане з неоднорідною деформацією металу в зоні горизонтальної ділянки плинності на діаграмі деформування. За наявності «зуба» і горизонтальної ділянки плинності, її довжина є критерієм схильності сталі до деформаційного старіння, а отже, до здатності утворювати дефекти у вигляді смуг — ліній ковзання.